# Huronské zalednění
Huronské zalednění je doba přibližně před 2,4 až 2,1 miliardami let, ve které měla nastat doba ledová. Měla mu předcházet velká oxidační událost a spustit ochlazení, a tak i globální zalednění jako u teorie sněhové koule. Příčinou mohl být také pokles vulkanické činnosti. Ukončit zalednění mohl impakt velkého kosmického tělesa.
Mělo k tomu dojít základě analýz sedimentů v okolí Huronského jezera, které popsal kanadský geolog Arthur Philemon Coleman roku 1907. Tedy v době, kdy kontinentální drift nebyl znám a Coleman pak byl jeho odpůrcem.
Nicméně velká oxidační událost nemusela být tak výjimečně velká, jak se předpokládá. Navíc proxy data teplot z izotopických analýz kyslíku a křemíku a také z proteinů ukazují, že v tehdejší době byla teplota moří značně vyšší než v současnosti. Dále také hladina moře byla tou dobou pravděpodobně zhruba o kilometr výše než v současnosti a souše tvořily přibližně jen 7 % povrchu Země. Modely se sice mohou rozcházet, ale vesměs ukazují na klima, které neumožňovalo v prekambriu extrémně chladné či horké podnebí.